# جزیره تلگراف

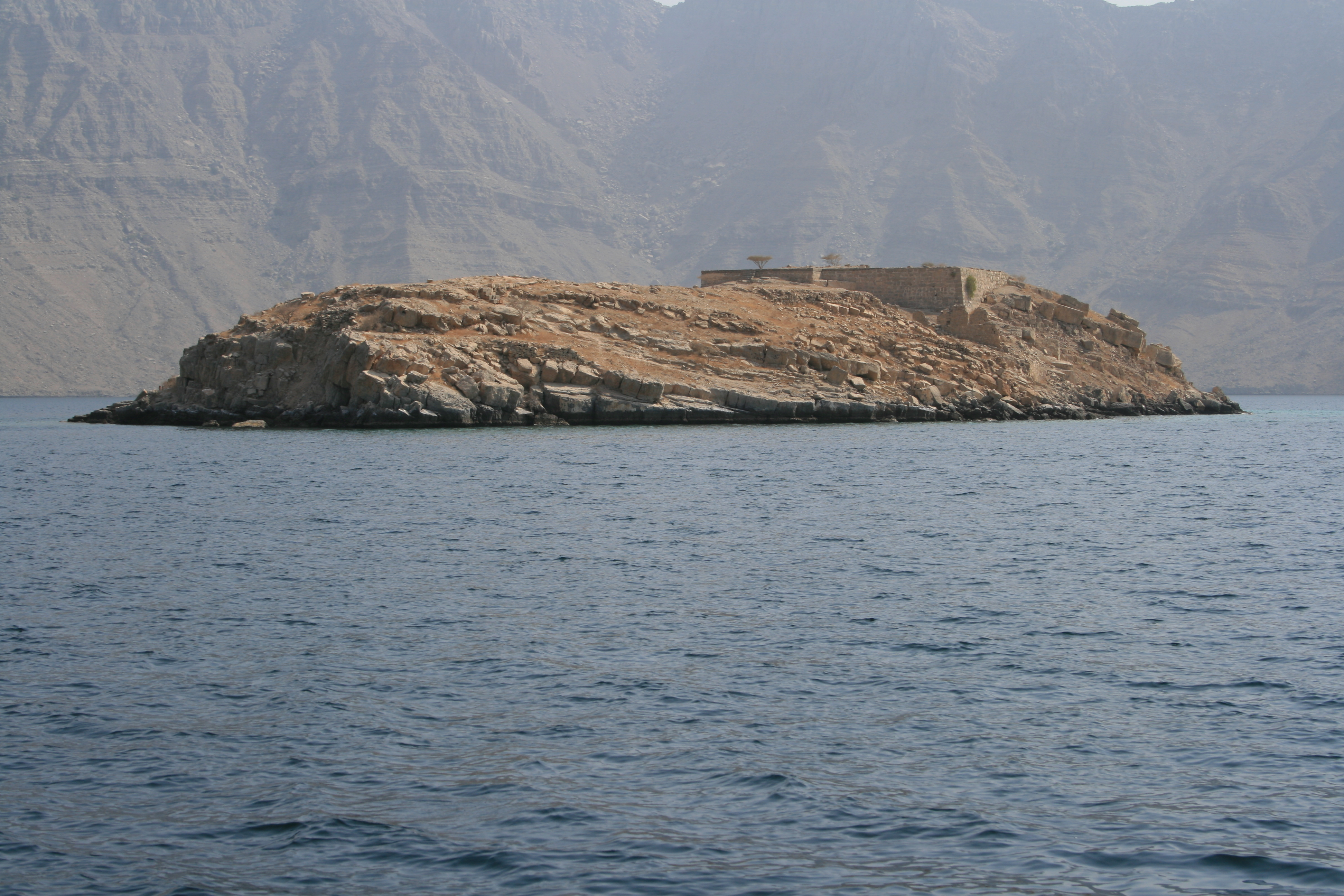
نمایی از جزیره تلگراف در استان مسندم، عمان - ۲۰۰۷

 جزیره تلگراف  (به عربی:  جزیرة التلغراف ) نام جزیره‌ای از توابع شهرستان بخاء در شبه‌جزیره و استان مسندم در کشور پادشاهی عمان است، ویکی 
از (نقاط دیدنی سلطنت عمان) به شمار می آیند. 
این جزیره در مقابل روستای قانا در خلیج مسندم واقع شده‌است. در دوران اشغالگران انگلیس دکل کابل تلگراف دریایی بر فراز خاک این جزیره نصب کرده بودند، از این رو نام جزیره (جزیره تلگراف) می‌خوانده‌اند. 
جزیره‌ای غیرمسکونی است.